# Costa Blanca
De Costa Blanca (Spaans voor witte kust) is te vinden in het zuidoosten van Spanje tussen de dorpen Denia en Pilar de la Horadada en heeft een kustlengte van 244 kilometer met veel zandstranden. Het totale aantal stranden is 74. De naam Costa Blanca is bedacht in 1957 door de luchtvaartmaatschappij BEA (British European Airways) die toen begon met vluchten tussen Londen en Valencia. Vanuit de lucht kan men de vele witte stranden zien en het was tegelijkertijd een goede commerciële slogan. De kust wordt ook wel wit genoemd wegens de uitbundige amandelteelt (bomen met roze-witte bloesem) in het verleden. De temperatuur is gemiddeld 18 graden. Enkele bekende plaatsen aan de Costa Blanca zijn Alicante en Benidorm.

## Mobiliteit

### Wegverkeer
Drie hoofdwegen ontsluiten de Costa Blanca.:
- De snelweg AP-7 (autopiste del Mediterráneo) is een voormalige tolweg die deel uit maakt van het Europees wegennet met wegnummer E-15.
- De A-7 (autovía del Mediterráneo) is een tolvrije autosnelweg de quasi parallel loopt aan de AP-7.
- De N-332 is een nationale weg die verschillende steden in het zuidoosten van Spanje met elkaar verbindt langs de Middellandse Zeekust. De weg verbindt de provincie Almería met Cartagena, Alicante en Valencia.

### Spoorwegen
De Trenet de la Marina is een historische spoorlijn die langs de kust van Alicante in Denia loopt en wordt geëxploiteerd als een langeafstandstram. Andere treinlijnen lopen door het binnenland, door de Vinalopó-vallei en de Hoya de Elche.

### Luchtverkeer
De Costa Blanca wordt bediend door 2 luchthavens: Aeropuerto de El Altet (ter hoogte van Alicante) en Aeropuerto Internacional de Valencia (ter hoogte van Valencia).

## Enkele steden aan en nabij de Costa Blanca
- Alicante – stad met een luchthaven die het gehele jaar door wordt gebruikt door de toeristen die de costa's bezoeken.
- Benidorm – toeristenplaats, met hoge torenflats (veelal hotels en appartementencomplexen).
- Calp – toeristische plaats, met hoge torenflats.
- Cartagena – stad gelegen tussen twee bergen en aan zee met een grote marinehaven.
- Elx – stad met een groot palmenbos en een museum over de geschiedenis van de Costa Blanca.
- Murcia – universiteitsstad, hoofdstad van de regio Murcia. De stad ligt op dertig kilometer van de kust en behoort niet tot de Costa Blanca, maar is bekend om zijn historische gebouwen, beeldhouwwerken, Fiestas de Primavera (lentefeesten) en de processie van de Goede Week.
- Torrevieja - gelegen aan de Costa Blanca Zuid, bekend van zijn roze zoutmeer en zoutwinning.

## Ecosysteem
De Costa Blanca heeft een contrast van landschappen zoals de steile kliffen van de Marina Alta, de stranden van de Vega Baja del Segura, de bergen (Montgó, Sierra Helada, enz.), de lagunes en zoutvlakten (o.a. La Mata en Torrevieja).
Deze ecologische variëteit zorgt ervoor dat de Costa Blanca 4 natuurparken biedt: El Montgó, El Marjal Oliva-Pego, de Peñon de Ifach en de Lagunas de la Mata en Torrevieja.
Er is geen gebrek aan ecologische enclaves en een grote aanwezigheid van trekvolgers en typische mediterrane soorten. De steeneik, de carrasco-den en de palmlto zijn de bomen die overheersen in de kustbergen van Alicante. In de vlakke delen groeit de dadelpalm, heel belangrijk voor sommige steden en gemeenten zoals de stad Orihuela en Elche. De natuurlijke vegetatie bestaat naast soorten voor agrarisch gebruik, zoals olijf-, johannesbrood-, granaatappel-, citroen-, loquat- en amandelbomen.
In de zee is de dieren- en plantenrijkdom van de posidonih-weiden opmerkelijk en zeer goed bewaard gebleven voor de kust van Cabo Roig en het eiland Tabarca, waar een zeereservaat is.
De Costa Blanca heeft een mild microklimaat door de ligging tussen een bergketen en de Middellandse Zee.

## Weer en klimaat

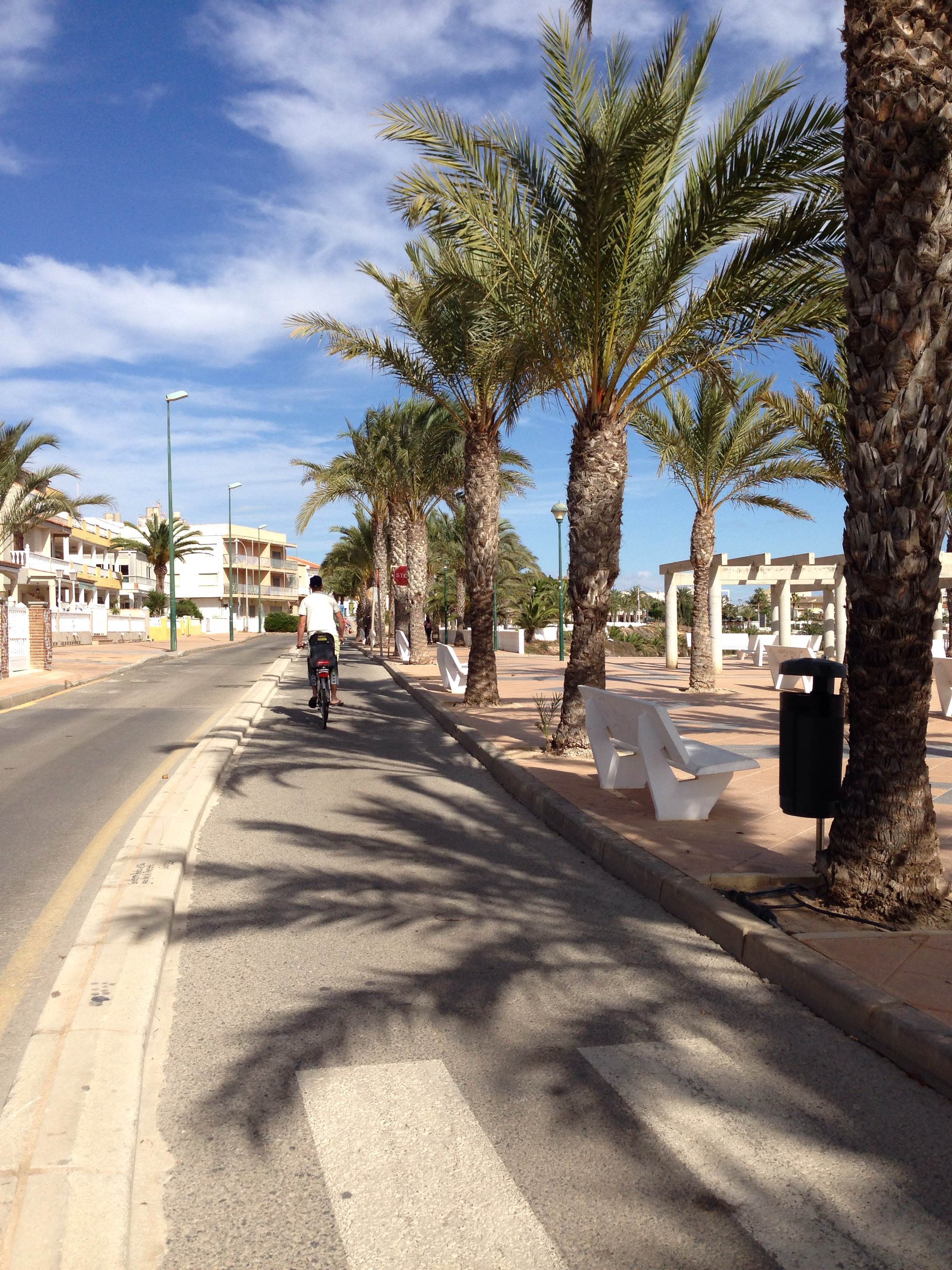
Boulevard Torre de la Horadada

Het microklimaat van de Costa Blanca wordt veroorzaakt door een bergketen tussen Dénia en Murcia, met toppen van maximaal 1000 tot 1500 meter. De bergen matigen de windsnelheden en werken als een buffer voor weersinvloeden vanuit het Spaanse binnenland en de Middellandse Zee.
Het klimaat is Mediterraan. De neerslag valt verspreid door het jaar en het aantal dagen zon ligt op gemiddeld 300 per jaar. De temperaturen liggen meestal tussen de 18 en 28 graden Celsius. De gemiddelde jaartemperatuur in 2022 was 18,7 graden. In juni, juli en augustus is het gemiddeld 27 graden; in december, januari en februari gemiddeld 10.